# جمهوری هائیتی (۱۹۵۷–۱۸۵۹)
جمهوری هائیتی (فرانسوی: République d’Haïti‎) از سال ۱۸۵۹ تا ۱۹۵۷ دورانی از تاریخ هائیتی بود که درگیر مبارزات سیاسی، دوره اشغال آمریکا و کودتاهای متعدد و انتخابات بود تا اینکه دودمان دووالیه کنترل کشور را در سال ۱۹۵۷ به دست گرفت.